# Тримбс
Тримбс (њем. Trimbs) општина је у њемачкој савезној држави Рајна-Палатинат. Једно је од 86 општинских средишта округа Мајен-Кобленц. Према процјени из 2010. у општини је живјело 645 становника. Посједује регионалну шифру (AGS) 7137102.

## Географски и демографски подаци
Тримбс се налази у савезној држави Рајна-Палатинат у округу Мајен-Кобленц. Општина се налази на надморској висини од 175 метара. Површина општине износи 4,5 km². У самом мјесту је, према процјени из 2010. године, живјело 645 становника. Просјечна густина становништва износи 143 становника/km².